# Fűrész utca
A Fűrész utca Budapest XIV. kerületének egyik mellékutcája. Az Egressy út és a Bosnyák utca illetve a Csömöri út és az Ungvár utca között húzódik. Nevét 1891-ben kapta.

## Története
Hivatalosan 1891-ben kapta nevét, ekkor kisebb része a VI., nagyobb része a VII. kerülethez tartozott. 1935. június 15-én az újonnan létrehozott XIV. kerület része lett. Az Egressy út és a Bosnyák utca, illetve a Csömöri út és az Ungvár utca között húzódó utca Alsórákos városrészhez tartozik. 

### Híres lakói
- Hauer Rezső (1865–1951) cukrászmester (63.)

## Épületei
61. – Családi ház
1900-ban épült családi ház Peck Sámuel kivitelezésében Poduska Péter cipészmester számára.
63. – Lakóház
1894-ben épült Hudák Gyula kivitelezésében Schindler Sápi Mária részére. Később Hauer Rezső (1865–1951) cukrászmester vásárolta meg.

## Közlekedése
Érinti a 74-es trolibusz az Ungvár utcánál, a 69-es és a 62-es villamos, az 5-ös busz az Erzsébet királyné útjánál, a 124-es, 125-ös és a 277-es busz a Telepes utcánál, a 82-es trolibusz a Szugló utcánál és a 77-es trolibusz az Egressy útnál.